# 项目网络图
项目网络图指由箭线和节点组成的，用来表示工作流程的有向、有序网状图形，是工程管理和项目管理中对工作范围和进度管理的常用工具。常用的有双代号网络图和单代号网络图两种。

## 双代号网络图
双代号网络图（activity-on-arrow network diagram，简称AOA）是以箭线或其两端节点的编号表示工作的网络图。如右图所示，某项工作由一根箭线和两个圆圈表示，一般工作名称（图中A、B、C…）写在箭线上面，完成工作所需的时间（图中t=4 mo、t=3 mo…）写在箭线下面，箭尾表示工作开始，箭头表示工作结束。圆圈中的两个号码来代表这项工作。

## 单代号网络图
单代号网络图（activity-on-note network diagram，简称AON）也称紧前关系绘图法(precedence diagramming method，简称PDM)，以节点或该节点编号表示工作的网络图。如右图所示，单代号网络图中的节点一般用圆圈或方框来绘制，代表一项工作，在圆圈或方框内可以写上工作的编号、名称和需要的作业时间；箭线表示紧邻工作之间的逻辑关系，不占用时间和消耗资源，箭线水平投影的方向应自左向右，表示工作的行进方向。